# 1097
| 1097               |
| ------------------ |
| Dødsfald - Fødsler |
|                    |

| Gregoriansk kalender | 1097 MXCVII             |
| Ab urbe condita      | 1850                    |
| Armensk kalender     | 546 ԹՎ ՇԽԶ              |
| Kinesiske kalender   | 3793 – 3794 丙子 – 丁丑 |
| Etiopisk kalender    | 1089 – 1090             |
| Jødisk kalender      | 4857 – 4858             |
| Hindukalendere       |                         |
| - Vikram Samvat      | 1152 – 1153             |
| - Shaka Samvat       | 1019 – 1020             |
| - Kali Yuga          | 4198 – 4199             |
| Iransk kalender      | 475 – 476               |
| Islamisk kalender    | 490 – 491               |

Konge i Danmark: Erik Ejegod 1095-1103
Se også 1097 (tal)